# La gran divergencia (desigualdad)
La gran divergencia (en el original inglés The Great Divergence) es un término dado al período que se inicia en la década de 1970, inicialmente en Estados Unidos y en menor medida en Canadá y los países de Europa, cuando la desigualdad en los ingresos económicos y por tanto la desigualdad social comenzó a crecer de manera sustancial sin que todavía dicha desigualdad se haya detenido.

## Gran Depresión, Gran Compresión y Gran Divergencia
El término fue adoptado por el economista Paul Krugman, Premio Nobel de Economía, profesor de la Universidad de Princeton y columnista de The New York Times, y hace referencia, en contraposición, al término La gran compresión (Great Compression). Se pueden distinguir tres períodos de desigualdad económica en Estados Unidos: 
1. la Gran Depresión (1929-1941), cuando el 10% de la población más rica poseía el 45% de la riqueza. El New Deal (1933-1938) puso fin a la Gran Depresión provocada por el crack de 1929;
2. la Gran Compresión (1941-1979), cuando el 10% de la población más rica poseía menos del 35% de la riqueza (la crisis del petróleo de 1973 indujo el fin de este período);
3. y la Gran Divergencia (1979-actualidad), cuando el 10% de la población más rica ha alcanzado más del 50% de la riqueza y la sigue aumentando.[1][2][3][4][5]

## Desigualdad de ingresos en Estados Unidos - 1% y 99%
Un estudio de 2011 de la Oficina de Presupuestos del Congreso (CBO) sobre la distribución del ingreso en los EE. UU. desde 1979 hasta 2007 concluyó que, después de los impuestos federales y transferencias de ingresos, el 1% de hogares más ricos había incrementado sus ingresos cerca de un 275% y que el 80% de los hogares de los Estados Unidos había reducido sus ingresos más del 50%.
Según el coeficiente de Gini, desde el año 2006 los Estados Unidos tienen uno de los más altos niveles de desigualdad de ingreso entre los países desarrollados.
Economistas y académicos difieren en cuanto a las causas y el significado de la gran divergencia, pero fue una de las causas principales del surgimiento en 2011 del movimiento de protesta Occupy Wall Street, uno de cuyos lemas principales es "Somos el 99%" (en el original inglés We Are the 99 Percent o We are the 99%). 
Según la CIA, son las diferencias en las capacidades profesionales y en la educación, además del descenso de la demanda de mano de obra local no calificada y bien remunerada debido a la competencia internacional, las que establecerían el aumento de la desigualdad,
Economistas y científicos sociales como el mismo Paul Krugman o Timothy Smeeding y políticos sociales como Larry Bartels y Nathan Kelly señalan a las políticas conservadoras y neoliberalies aplicadas por los gobiernos como la causa de la desigualdad de ingreso y la consiguiente desigualdad social.

## Otros usos del términogran divergencia

### La gran divergencia provocada por la globalización del libre comercio en elsigloXIX
El término gran divergencia también ha sido utilizado por los economistas Dani Rodrik y Lan Prichett, entre otros, para referirse a la gran divergencia económica que produjo la primera globalización del libre comercio durante el siglo XIX entre un pequeño grupo de países ricos que dominaron la globalización, y el resto. La Revolución industrial y sus beneficios se extendió desde Inglaterra al continente europeo y también a América del Norte (Canadá y Estados Unidos), Australia y Nueva Zelanda, pero no fue más allá, como señala Rodrik. Los países ganadores del libre comercio se industrializaron, los países perdedores fueron, la periferia, se convirtieron en productores de materias primas cuyo mercado no controlaban.